# David Neville
David Neville (Merrillville, 1 juni 1984) is een Amerikaanse sprinter. Aan het begin van zijn atletiekcarrière was hij gespecialiseerd in de 200 m, maar later legde hij zich toe op de 400 m. Hij werd olympisch kampioen op de 4 x 400 m estafette.

## Biografie

### Jeugd en opleiding
Neville studeerde achtereenvolgens aan de Merrillville High School (2002) en het Indiana College (2006). In 2003 werd hij tweede op de 200 m bij de Amerikaanse jeugdkampioenschappen. Later dat jaar won hij een zilveren medaille op de Pan-Amerikaanse jeugdkampioenschappen in Bridgetown. Met een tijd van 20,63 s eindigde hij achter de latere wereldrecordhouder Usain Bolt uit Jamaica, die de wedstrijd won in 20,13.

### Senioren
Zijn doorbraak tot de wereldtop maakte David Neville in 2008. Hij begon het jaar met het winnen van de 400 m bij de Amerikaanse indoorkampioenschappen. Op de wereldindoorkampioenschappen in het Spaanse Valencia stelde hij teleur, doordat hij met 48,18 s werd uitgeschakeld in de halve finales.
Met een derde plaats op de Amerikaanse olympische selectiewedstrijden in Eugene verbaasde hij iedereen door zich te plaatsen voor de Olympische Spelen van 2008. Met een persoonlijk record van 44,61 eindigde hij achter LaShawn Merritt (zilver op het WK) en regerend olympisch kampioen Jeremy Wariner.
In Peking kwam Neville uit op de 400 m en de 4 x 400 m estafette. Op de 400 m plaatste hij zich voor de finale, waarin hij derde werd in 44,80 achter zijn landgenoten LaShawn Merritt (goud; 43,75) en Jeremy Wariner (zilver; 44,74). Op de 4 x 400 m estafette won hij met zijn teamgenoten LaShawn Merritt, Angelo Taylor en Jeremy Wariner een gouden medaille. Met een verbetering van het olympisch record tot 2.55,39 eindigden ze met ruime voorsprong voor de estafetteploegen uit de Bahama's (zilver; 2.58,03) en Rusland (brons; 2.58,06).

## Titels
- Olympisch kampioen 4 x 400 m estafette - 2008
- Amerikaans indoorkampioen 400 m - 2008

## Persoonlijke records
Outdoor
| Onderdeel | Prestatie | Datum       | Plaats         |
| --------- | --------- | ----------- | -------------- |
| 200 m     | 20,39 s   | 16 mei 2004 | West Lafayette |
| 300 m     | 32,49 s   | 7 juni 2009 | Eugene         |
| 400 m     | 44,61 s   | 3 juli 2008 | Eugene         |

Indoor
| Onderdeel | Prestatie | Datum           | Plaats       |
| --------- | --------- | --------------- | ------------ |
| 60 m      | 6,92 s    | 14 januari 2006 | Bloomington  |
| 200 m     | 20,81 s   | 10 maart 2006   | Fayetteville |
| 400 m     | 45,58 s   | 10 maart 2006   | Fayetteville |

## Palmares

### 200 m
- 2003:  Pan-Amerikaanse jeugdkamp. - 20,63 s

### 400 m
Kampioenschappen
- 2008:  Amerikaanse indoorkamp. - 46,34 s
- 2008:  OS - 44,80 s
- 2009:  Wereldatletiekfinale - 45,60 s

Diamond League-podiumplekken
- 2010:  Shanghai Golden Grand Prix – 45,70 s
- 2011:  Shanghai Golden Grand Prix – 45,58 s

### 4 x 400 m
- 2008:  OS - 2.55,39 (OR)

1912: Sheppard, Lindberg, Meredith, Reidpath ·
1920: Griffiths, Lindsay, Ainsworth-Davis, Butler ·
1924: Cochran, Helffrich, MacDonald, Stevenson ·
1928: Baird, Alderman, Spencer, Barbuti ·
1932: Fuqua, Ablowich, Warner, Carr ·
1936: Wolff, Rampling, Roberts, Brown ·
1948: Harnden, Bourland, Cochran, Whitfield ·
1952: Wint, Laing, McKenley, Rhoden ·
1956: Jenkins, Jones, Mashburn, Courtney ·
1960: Yerman, Young, G. Davis, O. Davis ·
1964: Cassell, Larrabee, Williams, Carr ·
1968: Matthews, Freeman, James, Evans ·
1972: Asati, Nyamau, Ouko, Sang ·
1976: Frazier, Brown, Newhouse, Parks ·
1980: Valiulis, Linge, Tsjernetski, Markin ·
1984: Nix, Armstead, Babers, McKay ·
1988: Everett, Lewis, Robinzine, Reynolds ·
1992: Valmon, Watts, Johnson, Lewis ·
1996: Harrison, Smith, Mills, Maybank ·
2000: Bada, Chukwu, Monye, Udo-Obong  ·
2004: Harris, Brew, Wariner, Williamson ·
2008: Merritt, Taylor, Neville, Wariner ·
2012: Brown, Pinder, Mathieu, Miller ·
2016: Hall, McQuay, Roberts, Merritt ·
2020: Cherry, Norman, Deadmon, Benjamin ·
2024: Bailey, Norwood, Deadmon, Benjamin